# دویانی (صربستان)
دویانی (به صربی: Ostružnica) یک منطقهٔ مسکونی در صربستان است که در Čukarica واقع شده‌است. دویانی ۱۲٫۷۹ کیلومتر مربع مساحت و ۴٬۲۱۸ نفر جمعیت دارد.